# Ruth Gordon

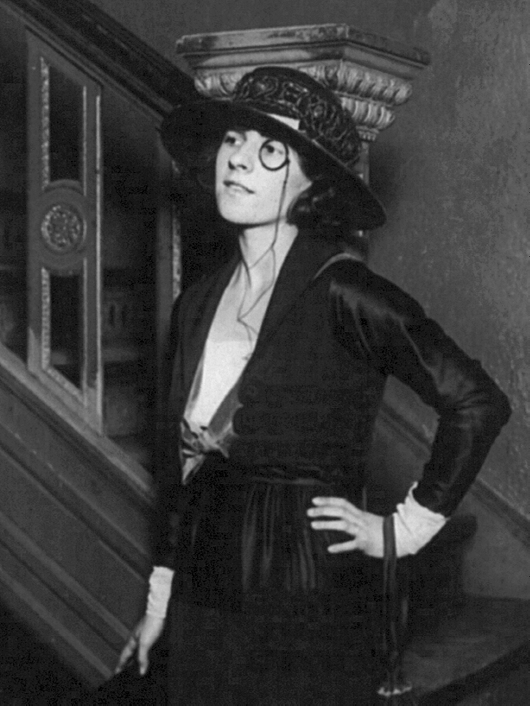
Ruth Gordon im Jahr 1919

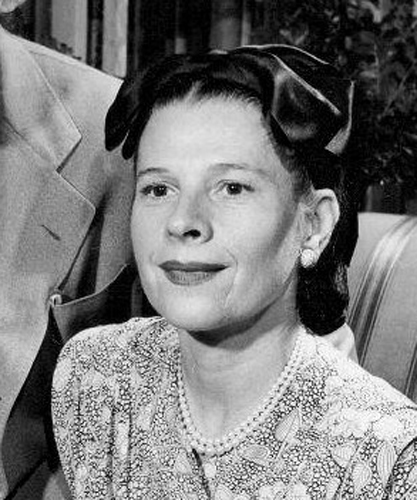
Ruth Gordon 1946.

Ruth Gordon (* 30. Oktober 1896 in Quincy, Massachusetts; † 28. August 1985 in Edgartown, Massachusetts) war eine US-amerikanische Schauspielerin sowie Bühnen- und Drehbuchautorin. Sie gewann 1969 für ihre Nebenrolle in Rosemaries Baby den Oscar, für den sie zuvor bereits dreimal als Drehbuchautorin nominiert worden war.

## Frühes Leben und Karriere

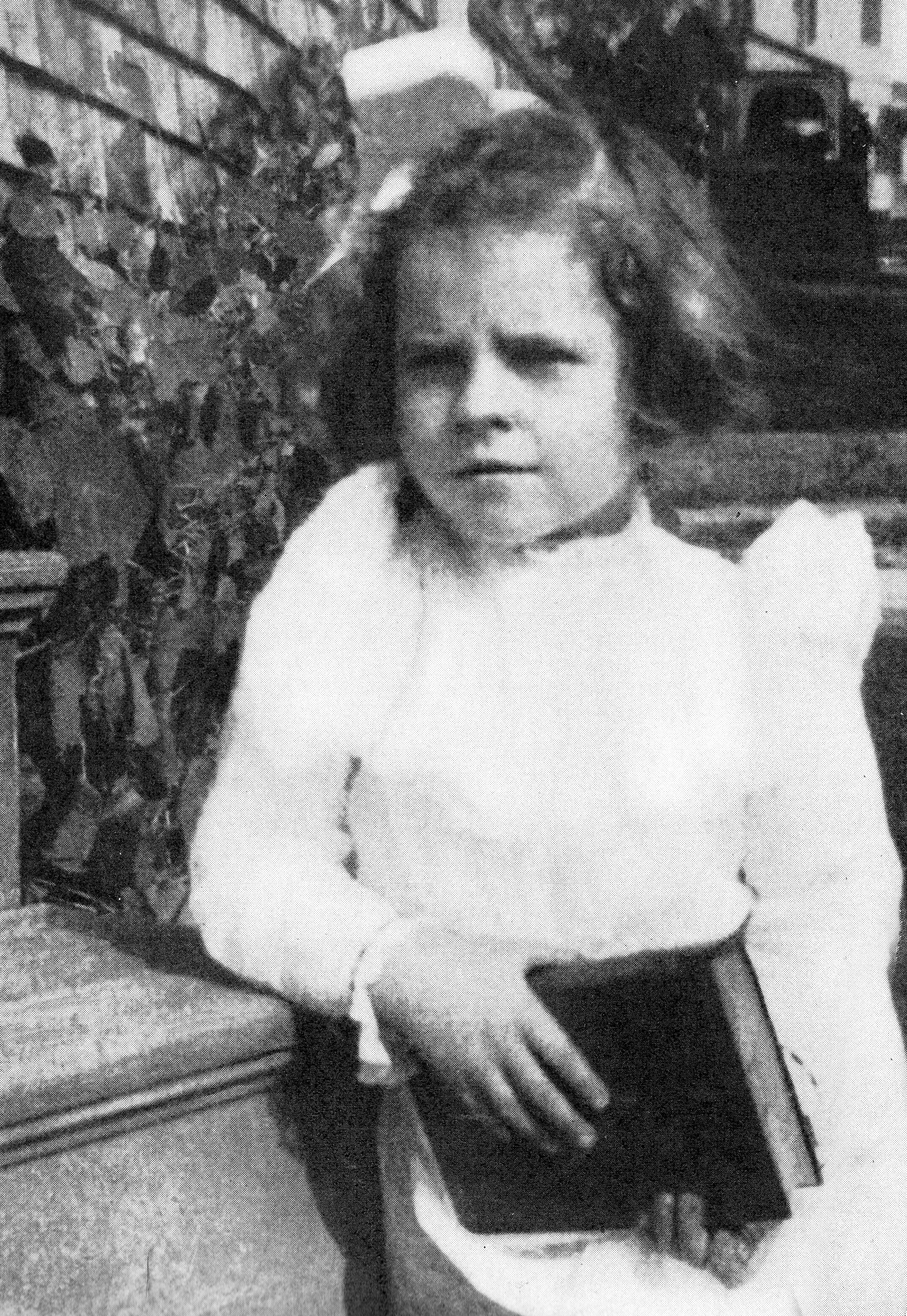
Ruth Gordon im Alter von vier Jahren

Ruth Gordon wurde als einziges Kind eines Fabrikvorarbeiters und ehemaligen Schiffskapitäns geboren. Sie war eine getaufte Episkopalerin. Sie interessierte sich bereits früh für das Theater und schrieb als Jugendliche in der Kleinstadt Quincy viele berühmte Schauspielerinnen um Autogramme an. 1914 begann sie ihre Schauspielausbildung an der American Academy of Dramatic Arts. Im Jahr darauf begann ihre Karriere als Schauspielerin mit Auftritten in einigen Stummfilmen sowie einer kleinen Rolle in einer Bühnenproduktion von Peter Pan am Broadway. Dort wurde Gordon schon Ende der 1910er Jahre zu einer bekannten Charakterdarstellerin des amerikanischen Theaters. In den folgenden Jahrzehnten übernahm sie bedeutende Rollen sowohl in klassischen als auch in modernen Stücken.
Ab den frühen 1940er Jahren wechselte Gordon zumindest teilweise das Metier und begann eine zweite Karriere als Drehbuchautorin in Hollywood, meist an der Seite ihres zweiten Ehemanns Garson Kanin. Zusammen war das Ehepaar dreimal für einen Drehbuch-Oscar nominiert: Zunächst für den Filmthriller Ein Doppelleben (1947) über einen schizophrenen Schauspieler, der zu einem Mörder wird, später für die Komödien Ehekrieg (1949) und Pat und Mike (1952) mit Katharine Hepburn und Spencer Tracy in den Hauptrollen. Bei allen drei nominierten Filmen übernahm George Cukor die Regie. Cukor war auch 1953 bei Theaterfieber, der Verfilmung von Gordons autobiographischem Stück Years Ago, für die Inszenierung verantwortlich. Neben ihrer Arbeit als Drehbuchautorin übernahm Gordon auch Schauspielrollen in einigen Hollywood-Filmen der 1940er-Jahre, beispielsweise als Mary Todd Lincoln in der Filmbiografie Abe Lincoln in Illinois (1940) sowie an der Seite von Greta Garbo in Die Frau mit den zwei Gesichtern (1941).
Am Theater schrieb Gordon für sich und ihren mitunter etwas exzentrischen Darstellungsstil ebenfalls eigene Theaterstücke. Einer ihrer größten Erfolge war die Komödie Over 21, deren Filmrechte sie 1945 für die seinerzeit beträchtliche Summe von 350.000 US-Dollar an Columbia Pictures verkaufte. Die Hauptrolle in der Verfilmung übernahm Irene Dunne, was einen Kritiker zu der Bemerkung veranlasste: “Miss Dunne gives the most commendable impression of Ruth Gordon playing Irene Dunne playing Ruth Gordon.” (zu dt.: „Miss Dunne gibt den höchst überzeugenden Eindruck von Ruth Gordon, die Irene Dunne spielt, die Ruth Gordon spielt.“)

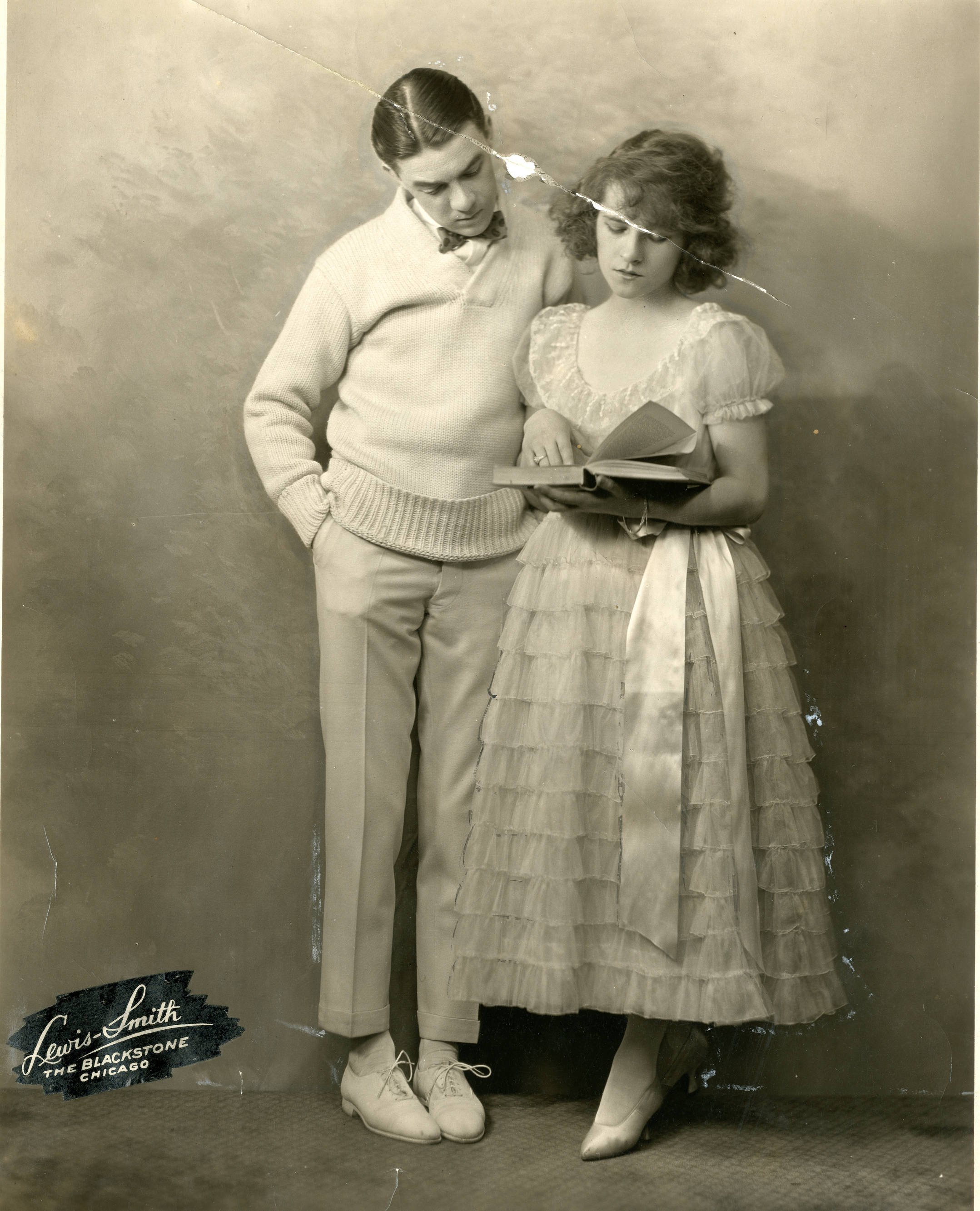
Ruth Gordon mit ihrem späteren Ehemann Gregory Kelly (1920)

Gordon selbst trat immer wieder in mehr oder weniger großen Nebenrollen auf und avancierte, als sie sich auf die Darstellung exzentrischer älterer Damen spezialisierte, gegen Ende der 1960er Jahre zum Filmstar. Einen ersten Golden Globe als beste Nebendarstellerin erhielt sie 1966 für ihre Darstellung der Mutter von Natalie Wood in Verdammte, süße Welt. Für Rosemaries Baby, in der sie in einer finster-komödiantischen Darbietung eine freundlich erscheinende, etwas neugierige Dame spielt, die ihre Nachbarin Rosemarie insgeheim für einen satanischen Kult ausnutzen will, wurde sie 1969 als beste Nebendarstellerin mit einem Oscar und einem weiteren Golden Globe ausgezeichnet. In dem Thriller Eine Witwe mordet leise von 1969 mimte sie die Gegenspielerin zu Geraldine Page. Zu ihren bekanntesten Auftritten gehört die Hauptrolle der unkonventionellen und lebensfrohen Künstlerin Maude in Hal Ashbys Tragikomödie Harold und Maude aus dem Jahr 1971, mittlerweile ein Kultfilm. In den Filmen Der Mann aus San Fernando und Mit Vollgas nach San Fernando trat sie jeweils als Clint Eastwoods Mutter auf.
Neben ihren Filmauftritten war Gordon auch immer wieder im Fernsehen tätig. In der Columbo-Folge Alter schützt vor Morden nicht spielte sie etwa eine alte Schriftstellerin, die den vermeintlichen Mörder ihrer Nichte mithilfe eines Tresorraumes umbringt. Im Alter war sie auch für ihre humorvollen Auftritte in Talkshows bekannt, 1977 übernahm sie sogar für einen Abend die Moderation von Saturday Night Live. Ruth Gordon arbeitete bis zu ihrem Tod als Schauspielerin, ihr letzter, wenige Wochen vor ihrem Tod abgedrehter Film The Trouble with Spies (1987) mit Donald Sutherland wurde posthum veröffentlicht.

## Privatleben
In erster Ehe war Ruth Gordon ab 1921 mit dem Schauspieler Gregory Kelly verheiratet, der jedoch nur sechs Jahre später im Alter von 36 Jahren starb. Aus einer Affäre mit dem Broadway-Produzenten und Drehbuchautor Jed Harris bekam sie 1929 in Paris einen Sohn namens Jones. Da Harris verheiratet war, hielt sie die Geburt in der Öffentlichkeit zunächst geheim. Von 1942 bis zu ihrem Tod war sie mit dem deutlich jüngeren Autor Garson Kanin verheiratet. Ruth Gordon starb am 28. August 1985 im Alter von 88 Jahren in ihrem Sommerhaus in Massachusetts an einem Schlaganfall.

## Filmografie (Auswahl)

### Schauspielerin
- 1915: Camille
- 1915: Madame Butterfly
- 1915: The Whirl of Life
- 1940: Abe Lincoln in Illinois (Abe Lincoln in Illinois)
- 1940: Paul Ehrlich – Ein Leben für die Forschung (Dr. Ehrlich’s Magic Bullet)
- 1941: Die Frau mit den zwei Gesichtern (Two-Faced Woman)
- 1943: Aufstand in Trollness (Edge of Darkness)
- 1943: Einsatz im Nordatlantik (Action in the North Atlantic)
- 1965: Mollymauk, der Wunderknabe (Lord Love a Duck)
- 1965: Verdammte, süße Welt (Inside Daisy Glover)
- 1968: Rosemaries Baby (Rosemary’s Baby)
- 1969: Eine Witwe mordet leise (What Ever Happened To Aunt Alice?)
- 1970: Wo ist Papa? (Where’s Poppa?)
- 1971: Harold und Maude (Harold and Maude)
- 1975: Kojak – Einsatz in Manhattan (Fernsehserie, Folge Alle Träume werden wahr)
- 1976: Die großen Houdinis (The Great Houdinis)
- 1976: Die haarsträubende Reise in einem verrückten Bus (The Big Bus)
- 1977: Columbo: Alter schützt vor Morden nicht (Try and Catch Me) (Fernsehreihe)
- 1977: Der Prinz vom Central Park (The Prince of Central Park) (Fernsehfilm)
- 1978: Ladies mit weißer Weste (Perfect Gentlemen) (Fernsehfilm)
- 1978: Der Mann aus San Fernando (Every Which Way But Loose)
- 1979: Promenade am Strand (Boardwalk)
- 1979: Scavenger Hunt
- 1980: Mit Vollgas nach San Fernando (Any Which Way You Can)
- 1980: Die Schulhofratten von Chicago (My Bodyguard)
- 1982: Wiegenlied des Grauens (Don’t Go to Sleep)
- 1984: Rock Aliens (Voyage of the Rock Aliens)
- 1984: Die Schlamm-Babies (Mud Delta Phi)
- 1985: Maxie (Maxie)
- 1987: The Trouble with Spies

### Drehbuchautorin
- 1947: Ein Doppelleben (A Double Life)
- 1949: Ehekrieg (Adam’s Rib)
- 1951: Pat und Mike (Pat and Mike)
- 1952: Happy-End … und was kommt dann? (The Marrying Kind)
- 1953: Theaterfieber (The Actress)
- 1957: The Alcoa Hour
- 1980: Liebe nach Feierabend (Hardhat & Legs) (Fernsehfilm)

## Auszeichnungen & Nominierungen
Oscar
- 1948: nominiert für das beste Drehbuch für A Double Life (gemeinsam mit Garson Kanin)
- 1951: nominiert für das beste Drehbuch für Adam's Rib (gemeinsam mit Garson Kanin)
- 1953: nominiert für das beste Drehbuch für Pat and Mike (gemeinsam mit Garson Kanin)
- 1966: nominiert als beste Nebendarstellerin in Inside Daisy Clover
- 1969: Beste Nebendarstellerin in Rosemary's Baby

Golden Globe
- 1966: Beste Nebendarstellerin in Inside Daisy Clover
- 1969: Beste Nebendarstellerin in Rosemary's Baby
- 1972: nominiert als beste Hauptdarstellerin in Harold and Maude

Primetime Emmy Award
- 1976: nominiert für die beste komödiantische Darstellung in einer Nebenrolle für Rhoda
- 1977: nominiert für die beste komödiantische Darstellung in The Great Houdini
- 1979: Beste komödiantische Darstellung in Taxi
- 1985: nominiert für die beste Performance in The Secret World of the Very Young

Academy of Science Fiction, Fantasy & Horror Films
- 1986: nominiert für den Saturn Award als beste Nebendarstellerin in Maxie

Kansas City Film Critics Circle Awards
- 1968: Beste Nebendarstellerin in Rosemary's Baby

Laurel Awards
- 1968: nominiert als beste Nebendarstellerin in Rosemary's Baby

Women in Film Crystal Awards
- 1983: Crystal Award

Writers Guild of America
- 1951: nominiert für das beste Drehbuch für Adam's Rib (gemeinsam mit Garson Kanin)
- 1953: nominiert für das beste Drehbuch für Pat and Mike (gemeinsam mit Garson Kanin)

## Bücher
- My Side: The Autobiography of Ruth Gordon. D.I. Fine, 1986, ISBN 978-0-917657-81-8 (englisch, google.com).